# Stefan Quandt

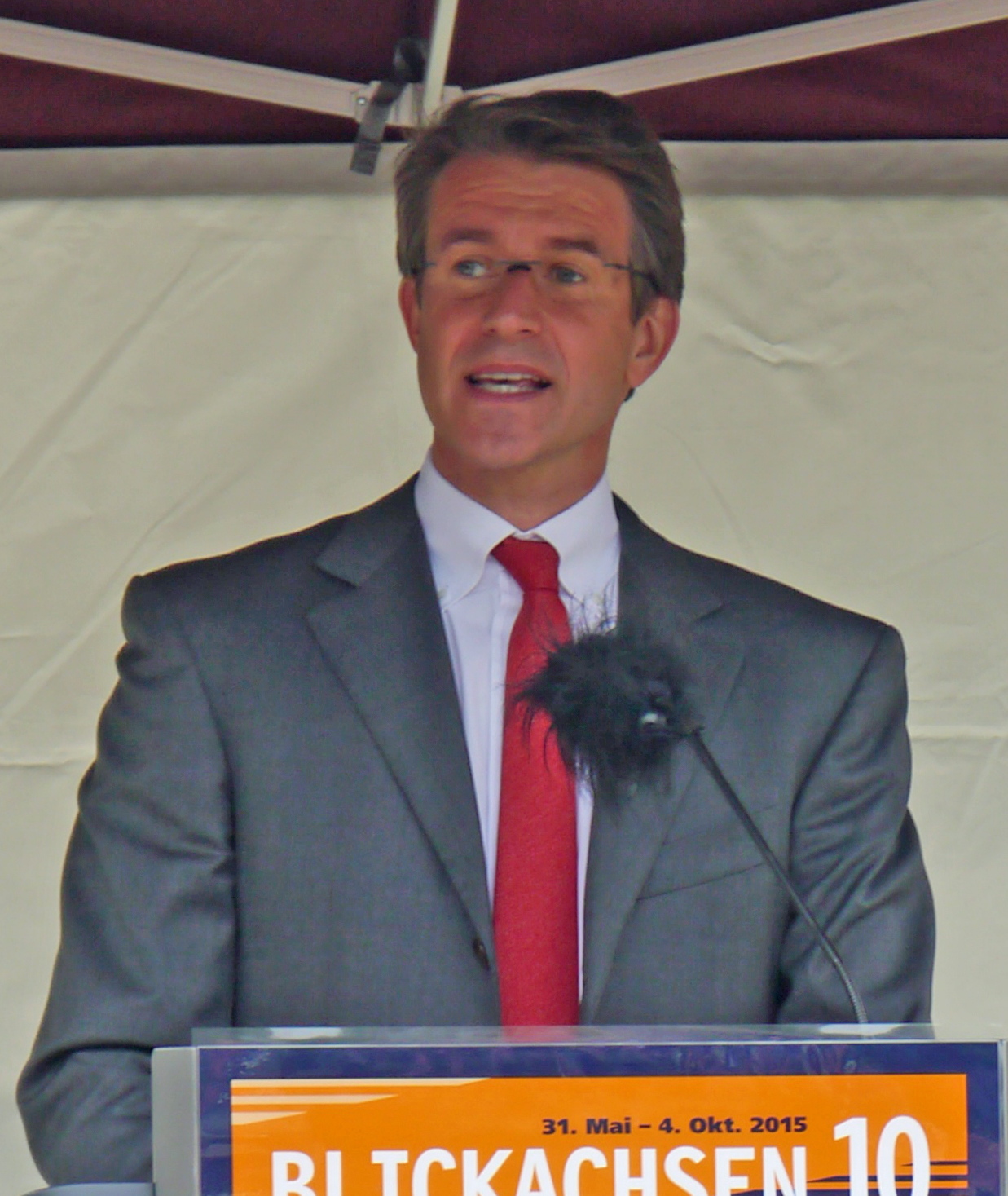
Stefan Quandt (2015)

Stefan Norbert Quandt (* 9. Mai 1966 in Frankfurt am Main) ist ein deutscher Unternehmer und Milliardär. Er ist Großaktionär der BMW AG und Alleinaktionär der strategischen Management-Holding Delton.

## Leben
Quandt wurde als Sohn von Herbert Quandt und dessen dritter Ehefrau Johanna geboren. Seine Schwester Susanne Klatten ist vier Jahre älter als er (siehe auch Quandt (Familie)). Sein Vater starb 1982. Er ging auf das Gymnasium in Bad Homburg. Nach Abitur und Ableistung des Wehrdienstes wurde er Wirtschaftsingenieur. Sein Diplom machte er 1993 an der Universität Karlsruhe (TH). Quandt machte ein Praktikum in der Unternehmensberatung Boston Consulting und arbeitete anschließend in der familieneigenen Firma DataCard Corporation in den USA. Seit 1996 hat er einen Schreibtisch im Family Office, im Günther-Quandt-Haus in Bad Homburg.

## Unternehmer und Investor
2024 wurde Stefan Quandts Vermögen von Forbes auf 25,7 Milliarden US-Dollar geschätzt. Er lag demnach auf Rang vier der vermögendsten Deutschen. Sein Vermögen geht im Wesentlichen auf seinen Vater Herbert und auf dessen Vater Günther zurück. Er hält seit der endgültigen Aufteilung des mütterlichen Erbes über die Beteiligungsgesellschaft Aqton SE 25,83 Prozent der Aktien der BMW AG. Seine Schwester hält seit der Aufteilung 20,94 Prozent der BMW-Aktien. Quandt ist stellvertretender Vorsitzender des Aufsichtsrates der BMW AG und überdies Mitglied im Board des US-Unternehmens Entrust Datacard.
Quandt hat seine finanziellen Aktivitäten in der 1989 gegründeten Beteiligungsgesellschaft Delton gebündelt. Zunächst handelte es sich um eine AG. Seit 2019 besteht die Delton-Gruppe aus drei rechtlich selbstständigen Konzernen unterschiedlicher Rechtsformen, davon zwei mit Sitz in Bad Homburg vor der Höhe und einer mit Sitz in Luxemburg. 
Über seine Beteiligungsgesellschaften ist Quandt Mehrheitseigentümer des Logistikkonzerns Logwin AG und Alleineigentümer des Herstellers Homöopathischer Mittel Biologische Heilmittel Heel. Er hält zudem Anteile an dem deutsch-amerikanischen Drohnenabwehrunternehmen Dedrone Inc., der Ratingagentur Scope und der Energiesoftwaregesellschaft Kiwigrid. Nach der Insolvenz von Solarwatt kaufte er 2012 eine Mehrheit an dem Unternehmen.

## Philanthropisches Engagement
Quandt gehört den Kuratorien der Johanna-Quandt-Stiftung und der BMW Stiftung Herbert Quandt an.
Seit 2015 ist er Vorsitzender des Vorstandes der Freunde des Museums für Moderne Kunst in Frankfurt am Main. Seit Juni 2013 ist Quandt Mitglied im Aufsichtsrat des Karlsruher Institut für Technologie (KIT), Senator bei acatech – Deutsche Akademie der Technikwissenschaften und seit Juni 2019 Mitglied im Aufsichtsrat der Frankfurter Allgemeinen Zeitung.
Seine gemeinnützige GmbH Aqtivator fördert Projekte für Kinder, Jugendliche und Familien mit den Schwerpunkten auf Bildung, Integration und Chancengerechtigkeit. Zu den geförderten Projekten zählen unter anderem "Balu und Du e. V.", der Verein fördert per Mentoringprogramm Grundschulkinder außerhalb der Schule. Auch ein durch Aqtivator gefördertes Projekt ist die „GemüseAckerdemie“ des Acker e. V., dieser ermöglicht es Kindern, hautnah Nachhaltigkeit zu erleben. Hier lernen Kinder spielend, was gesunde Ernährung ist. Die nächste Generation soll durch den „Chancenwerk e. V.“ Vorbilder finden und versucht lernen durch den "Peer-to-peer"-Ansatz zu ermöglichen. Das Stipendienprogramm openTransfer Accelerator der Stiftung Bürgermut qualifiziert und berät gemeinnützige Organisationen bei der Skalierung.

## Parteispenden und Kritik
Stefan Quandt gibt nahezu jährlich Großspenden an die Christlich Demokratische Union Deutschlands sowie gelegentlich Spenden an die Freie Demokratische Partei. Er ist einer der regelmäßigsten Großspender an Parteien der Bundesrepublik Deutschland. Alleine zwischen 2009 und 2023 spendete er 855.000 € an die Christlich Demokratische Union Deutschlands sowie 120.000 € an die Freie Demokratische Partei. Beide Parteien gelten als vergleichsweise arbeitgebernah. Auch andere Mitglieder der Großaktionärsfamilie Quandt/Klatten tätigen regelmäßig Spenden in ähnlicher Höhe, insbesondere Susanne Klatten sowie Johanna Quandt. Im Jahr 2013 spendeten die drei beispielsweise 690.000 €. Die Großspenden erfahren Kritik bezüglich der möglichen Einflussnahme auf die Politik, unter anderem im Rahmen der Rechtsprechung zu EU-Abgasnormen.
| Jahr | Spendenhöhe (in €) | Partei | Quelle |
| ---- | ------------------ | ------ | ------ |
| 2009 | 150.000            | CDU    | [ 23 ] |
| 2013 | 70.000             | FDP    | [ 24 ] |
| 2013 | 230.000            | CDU    | [ 24 ] |
| 2016 | 50.001             | CDU    | [ 25 ] |
| 2017 | 50.001             | FDP    | [ 26 ] |
| 2017 | 50.001             | CDU    | [ 26 ] |
| 2018 | 125.001            | CDU    | [ 27 ] |
| 2019 | 50.001             | CDU    | [ 28 ] |
| 2020 | 50.001             | CDU    | [ 29 ] |
| 2021 | 50.001             | CDU    | [ 30 ] |
| 2022 | 50.001             | CDU    | [ 31 ] |
| 2023 | 50.001             | CDU    | [ 32 ] |
| 2023 | 75.000             | CDU    | [ 32 ] |